# Myiagra hebetior
El monarca apagado  (Myiagra hebetior) es una especie de ave paseriforme de la familia Monarchidae endémica de las islas San Matías.

## Distribución y hábitat
Es endémica de las islas San Matías, en el norte del archipiélago Bismarck, pertenecientes a Papúa Nueva Guinea.
Sus hábitats naturales son los bosques húmedos tropicales.